# Tim Gajser
Tim Gajser (Poetovio, 8 settembre 1996) è un pilota motociclistico sloveno, campione del mondo MX2 nella stagione 2015 e campione del mondo MXGP 2016, 2019, 2020 e 2022.

## Carriera

### Gli inizi e MX2
Corre sin da piccolo con le moto da cross; nel 2007 vince il campionato europeo 65 cc, successo che replica nel 2009 però in sella alla più potente 85 cc. Nella stagione 2012 in sella ad una KTM del team Silver Action conquista il titolo europeo 125 cc. Sempre nel 2012 esordisce nel mondiale nella categoria MX2 sempre nello stesso team, dove a fine stagione gareggia nel trofeo delle nazioni con la sua squadra della Slovenia.
Nel 2013 corre in pianta stabile il campionato mondiale sempre in sella ad una KTM, ma questa volta supportata dal team Marchetti Racing, chiude la stagione al 20º posto. Nel 2014 passa alla Honda nel team Honda Gariboldi e chiude la stagione al 5º posto. Nell'anno successivo si laurea campione del mondo MX2.

### MXGP
Nel 2016 passa alla classe regina del mondiale motocross; in sella ad una Honda, da esordiente, riesce a conquistare il titolo mondiale. Nel biennio 2017-2018, pur mantenendo una percentuale di piazzamenti a podio superiore al 40%, conclude con un quinto ed un quarto posto in campionato.

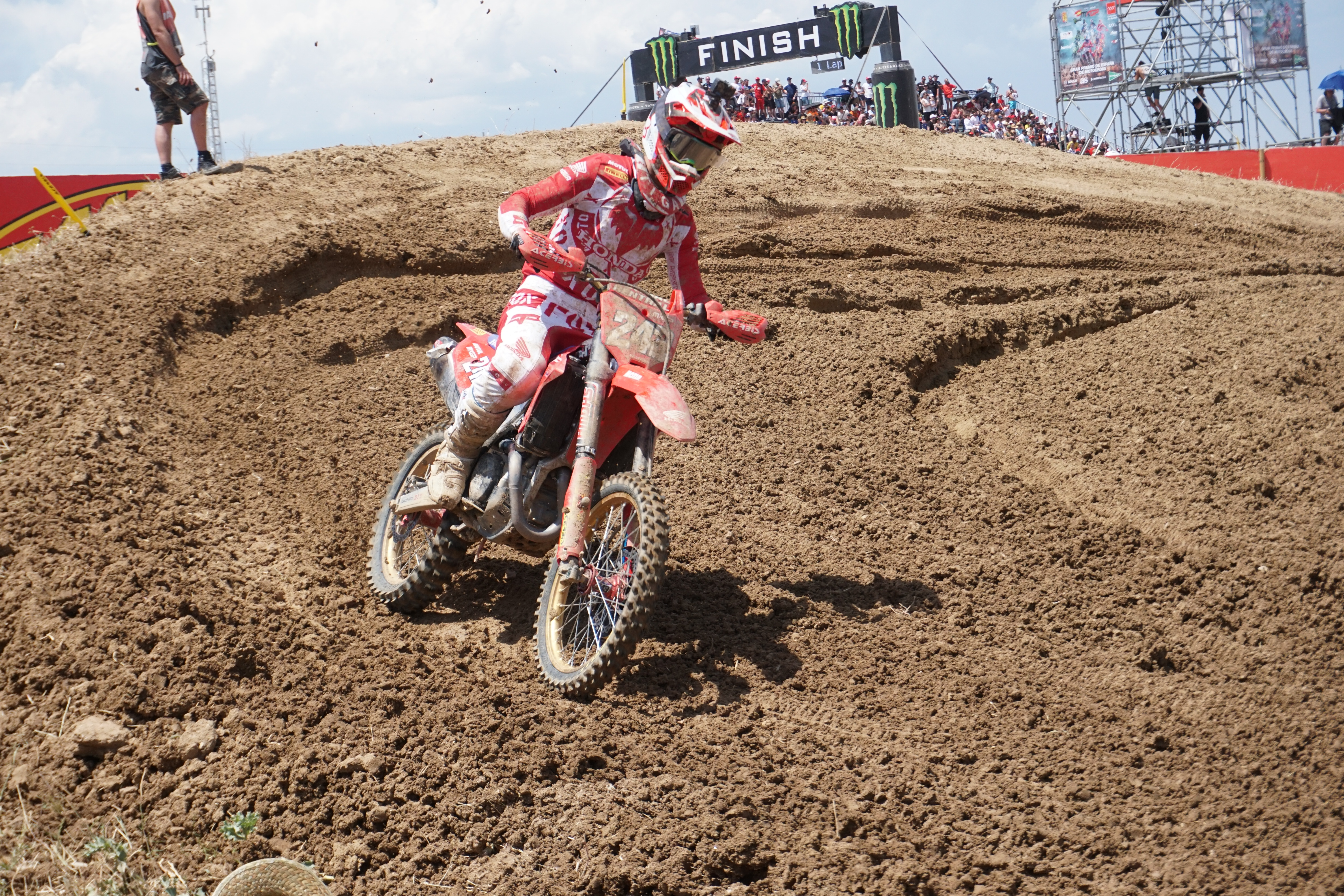
Gajser in pista al Gran Premio di Spagna del 2022.

Nel 2019 si aggiudica il suo secondo titolo mondiale nella classe regina avendo la meglio sullo svizzero Jeremy Seewer. Nel 2020 ripete l'impresa dell'anno precedente, diventando campione del mondo per la quarta volta in Trentino, nel GP del quattro novembre a Pietramurata (dove vinse il suo primo Gran Premio nel 2015), penultimo della stagione, grazie al secondo posto in gara uno, che gli ha consentito di distanziare definitivamente il più diretto rivale, Toni Cairoli, l'unico altro, oltre a Jeremy Seewer, che poteva ancora contendergli il titolo, dopo il ritiro per infortunio di Jeffrey Herlings e per COVID di Jorge Prado. Con la vittoria in gara due ottiene anche la vittoria del GP, il quarto della stagione, eguagliando il record stagionale di Herlings. Nel 2021, da campione in carica, chiude terzo alle spalle di Herlings e Romain Febvre.
Nel 2022 è campione mondiale MXGP per la quarta volta; il 2023, complice un infortunio che lo tiene fuori dai giochi per buona parte della stagione, lo conclude all'undicesimo posto. Ripresosi, torna competitivo nel 2024, anno in cui lotta per il titolo chiudendo al secondo posto a soli dieci punti da Prado.